# Roberto De Micheli
Roberto De Micheli (* 8. července 1972, Terst, Itálie) je italský hudebník, který v současné době působí jako kytarista v powermetalové hudební skupině Rhapsody of Fire. K té se připojil v roce 2011 po částečném rozpadu této skupiny. Na elektrickou kytaru začal hrát ve věku čtrnácti letech a v roce 1997 založil skupinu Sinestesia, se kterou vydal dvě studiová alba.
De Micheli byl spolužákem Luca Turilliho, jednoho ze zakladatelů Rhapsody of Fire. Právě Turilliho, kterému pomáhal během začátků této skupiny, v roce 2011 nahradil.